# العلاقات الإسرائيلية اللوكسمبورغية
العلاقات الإسرائيلية اللوكسمبورغية هي العلاقات الثنائية التي تجمع بين إسرائيل ولوكسمبورغ.

## مقارنة بين البلدين
هذه مقارنة عامة ومرجعية للدولتين:
| وجه المقارنة                                              | إسرائيل                                                             | لوكسمبورغ                                                     |
| --------------------------------------------------------- | ------------------------------------------------------------------- | ------------------------------------------------------------- |
| المساحة (كم2)                                             | 20.77 ألف                                                           | 2.59 ألف                                                      |
| عدد السكان (نسمة)                                         | 8.89 مليون                                                          | 599.45 ألف                                                    |
| الكثافة السكانية (ن./كم²)                                 | 428.02                                                              | 231.45                                                        |
| العاصمة                                                   | القدس                                                               | لوكسمبورغ                                                     |
| اللغة الرسمية                                             | اللغة العبرية، اللغة العربية                                        | اللغة اللوكسمبورغية، لغة فرنسية، اللغة الألمانية              |
| العملة                                                    | شيكل إسرائيلي جديد، شيكل إسرائيلي قديم، جنيه فلسطيني، جنيه إسرائيلي | يورو، فرنك لوكسمبورغ                                          |
| الناتج المحلي الإجمالي (بليون دولار)                      | 350.85 مليار                                                        | 62.40 مليار                                                   |
| الناتج المحلي الإجمالي (تعادل القوة الشرائية) بليون دولار | 306.51 مليار                                                        | 58.13 مليار                                                   |
| الناتج المحلي الإجمالي الاسمي للفرد دولار أمريكي          | 35.73 ألف                                                           | 101.45 ألف                                                    |
| الناتج المحلي الإجمالي للفرد دولار أمريكي                 | 36.58 ألف                                                           | 101.93 ألف                                                    |
| مؤشر التنمية البشرية                                      | 0.899                                                               | 0.892                                                         |
| رمز المكالمات الدولي                                      | +972                                                                | +352                                                          |
| رمز الإنترنت                                              | .il                                                                 | .lu                                                           |
| المنطقة الزمنية                                           | توقيت إسرائيل، Israel Summer Time ‏                                  | توقيت وسط أوروبا، ت ع م+01:00، ت ع م+02:00، أوروبا/لوكسمبورج ‏ |

## منظمات دولية مشتركة
يشترك البلدان في عضوية مجموعة من المنظمات الدولية، منها:
| علم المنظمة | اسم المنظمة                               | تاريخ انضمام إسرائيل | تاريخ انضمام لوكسمبورغ |
| ----------- | ----------------------------------------- | -------------------- | ---------------------- |
|             | مؤسسة التنمية الدولية                     | 22 ديسمبر 1960       | 4 يونيو 1964           |
|             | منظمة التعاون الاقتصادي والتنمية          | 7 سبتمبر 2010        | ?                      |
|             | الأمم المتحدة                             | 11 مايو 1949         | 24 أكتوبر 1945         |
|             | منظمة التجارة العالمية                    | 21 أبريل 1995        | ?                      |
|             | منظمة الشرطة الجنائية الدولية             | ?                    | ?                      |
|             | المركز الدولي لتسوية المنازعات الاستشارية | 22 يوليو 1983        | 29 أغسطس 1970          |
|             | الاتحاد الدولي للاتصالات                  | 24 يونيو 1948        | 2 مارس 1866            |
|             | الفريق المعني برصد الأرض                  | ?                    | ?                      |
|             | البنك الدولي للإنشاء والتعمير             | 12 يوليو 1954        | 27 ديسمبر 1945         |
|             | الاتحاد البريدي العالمي                   | ?                    | ?                      |
|             | مؤسسة التمويل الدولية                     | 26 سبتمبر 1956       | 4 أكتوبر 1956          |
|             | وكالة ضمان الاستثمار متعدد الأطراف        | 21 مايو 1992         | 29 أغسطس 1991          |
|             | يونسكو                                    | 16 سبتمبر 1949       | 27 أكتوبر 1947         |

## وصلات خارجية
- موقع وزارة الخارجية الإسرائيلية
- موقع وزارة الخارجية اللوكسمبورغية